# L’Isle-sur-la-Sorgue
L’Isle-sur-la-Sorgue település Franciaországban, Vaucluse megyében. Lakosainak száma 20 315 fő (2022. január 1.). L’Isle-sur-la-Sorgue Cavaillon, Lagnes, Pernes-les-Fontaines, Robion, La Roque-sur-Pernes, Saumane-de-Vaucluse, Le Thor és Velleron községekkel határos.

## Népesség
A település népességének változása:
| Lakosok száma | 18 955 | 19 483 | 19 398 | 19 421 | 19 706 | 20 042 | 20 029 | 19 965 | 20 315 |
|               | 2013   | 2015   | 2016   | 2017   | 2018   | 2019   | 2020   | 2021   | 2022   |